# Satsningsrunda
Satsningsrundor kallas de turbaserade budgivningar i poker (och vissa andra vadslagningsspel) där deltagarna satsar pengar i en gemensam pott. Denna artikel handlar fortsättningsvis om satsningsrundorna i poker. Allmänna regler för poker finns i huvudartikeln om poker. För att kunna spela poker behöver man också känna till reglerna för pokerhänderna och visningen.
Kärnan i poker ligger i handhavandet markerna, satsandet. Korten fungerar som värdemätare kring vilka spekulationerna sker. I stället för att alla skriker i mun på varandra om hur mycket de satsar, utan någon som helst struktur eller turordning, så finns det i poker regler för hur satsandet går till som är viktiga att följa för att inte kaos ska uppstå. De olika valmöjligheterna är formaliserade till några enkla bud som spelarna måste avge i tur och ordning.
Det finns också olika satsningsstrukturer som reglerar vilka belopp som är möjliga att satsa vid olika tillfällen. Här förklaras hur satsningsrundorna i så kallad straight limit-poker går till. 

## En normal satsningsrunda
Spelaren närmast till vänster om knappen "talar först" genom att göra något av följande:
- checka (passa)
- satsa
- lägga sig

Att checka (eller passa) betyder att man väljer att inte satsa något nu, men ändå vill stanna kvar i given tillsvidare. Man kan checka så länge ingen annan öppnat. 
Att satsa innebär att man lägger en summa marker i en egen pott framför sig. Varje spelare har var sin pott att lägga marker i under pågående satsningsrunda, först när satsningsrundan är färdig samlas dessa ihop och läggs i den gemensamma potten i mitten på bordet. Man säger att man öppnar potten när man satsar först av alla i satsningsrundan. Beloppet som man öppnar med är fastställt i förväg om man spelar straight limit. När någon öppnar blir de andra förbjudna att checka längre, de måste nu gå med på öppningsbudet för att få vara kvar i spel. 
Att lägga sig innan någon har öppnat potten är oftast tillåtet men normalt sett meningslöst, det normala är istället att checka om man skulle ha urusla kort i detta läge. I praktiken har man alltså två val innan någon öppnat potten: att checka eller öppna potten. Efter att spelaren till vänster om knappen avgivit sitt bud i form av check eller genom att öppna, går turen till nästa spelare medsols och så fortsätter det på detta vis runt bordet. 
Exempel: A checkar. B som sitter till vänster om A checkar också. C till vänster om B öppnar genom att betala 2 kr till sin pott. D till vänster om C kan nu inte checka längre eftersom någon öppnat. Det kommer kosta minst 2 kr för D att hålla sig kvar i denna omgång. Om alla skulle checka bordet runt kallas detta för rundcheckning och innebär att satsningsrundan tar slut utan att det kostat någon något.
När någon har öppnat potten har man följande alternativ:
- syna
- höja
- lägga sig

Att syna (engelska call, eller även see) innebär att man går med på att betala så att ens pott innehåller samma belopp som den som öppnade eller höjde. Om spelaren A till höger B till exempel öppnade med 2 kr så måste B lägga 2 kr i sin egen pott för att syna. Observera än en gång att allt satsande sker i separata potter. Den stora potten i mitten är bara uppsamlingsplats för de marker som satsats i de enskilda satsningsrundorna. 
Så fort någon har öppnat kan det vara meningsfullt att lägga sig (engelska fold) eftersom man då slipper betala något. Man lägger sig när man tycker att man inte har någon rimlig chans att vinna i förhållande till den kostnad det innebär att hålla sig kvar i given och till storleken på den pott man skulle kunna vinna. Om B lägger sig efter att A öppnade med 2 kr slipper B alltså betala något men förlorar å andra sidan möjligheten att vinna potten. B måste vänta till nästa giv innan B får göra något.
Att höja (engelska raise) innebär att man höjer beloppet som någon annan öppnade eller höjde. Om A till höger om B till exempel öppnade med 2 kr så kan B höja till 4 kr genom att säga "höjer till fyra" eller dylikt och lägga 4 kr i sin pott.  Antag att C sitter till vänster om B som höjde till 4 kr. C kan nu antingen syna genom att lägga 4 kr, höja till 6 kr eller lägga sig. Ska man syna måste man syna det högsta beloppet som avlagts hittills, C kan inte syna A:s öppning på 2 kr. 
Till slut kommer turen att komma tillbaka till A som öppnade. Antag att ingen annan höjde B:s höjning på 4 kr. A kan nu antingen höja till 6 kr, lägga sig eller syna B genom att betala mellanskillnaden, det vill säga lägga ytterligare 2 kr i sin pott. Man måste möta upp motspelarnas satsningar genom att fylla på så mycket i sin egen pott så att det blir samma belopp, om man vill syna. Om A vill höja till 6 kr kostar det ytterligare 4 kr eftersom A redan har 2 kr i sin pott. Det viktiga är alltså vilken summa ens pott uppnår i och med att man lägger dit något, inte hur mycket man fyller på med. Detta visar också vitsen med att ha separata potter: man ser tydligt hela tiden vad varje person är skyldig för en syn eller höjning.
När alla som inte lagt sig har hamnat på samma belopp (enats om samma nivå) är satsningsrundan slut och ingen får höja ytterligare. Om A synar B genom att fylla på med 2 kr i sin pott så att båda nu har 4 kr satsade är satsningsrundan slut. Om A lägger sig så förlorar A de 2 kronorna A tidigare lagt dit, men slipper lägga ytterligare 2 kr. När satsningsrundan är slut samlar given/dealern ihop de separata potterna till en gemensam pott i mitten. Nästa satsningsrunda börjar sen från noll eftersom var och en nu har en tom hög framför sig.
I exemplen ovan skedde satsningarna och höjningarna i fasta steg om 2 kr: Det kostade 2 kr att öppna, sedan kunde man höja till 4 kr, och sedan till 6 kr osv. Den här typen av satsningsstruktur kallas som sagts ovan straight limit. I straight limit finns också en regel om högsta antalet tillåtna höjningar per satsningsrunda. Nästan alltid är det maximalt tre stycken höjningar som är det maximala antalet tillåtna höjningar och öppningssatsningen är inte inräknad i detta tal. I exemplet ovan hamnar den första höjningen på 4 kr, andra på 6 kr och tredje på 8 kr. Sedan får ingen höja ytterligare, bara syna eller lägga sig. Det är vanligt att satsningsgränserna ökas i de senare rundorna. I exempelvis Texas hold'em, som har fyra satsningsrundor, dubbleras nivåerna i de två sista. I mörkpoker dubbleras ofta nivåerna i andra (=sista) rundan. Straight limit är enklast för nybörjare och förekommer ofta på kasinon. Läs i artikeln satsningsstruktur om hur de andra systemen fungerar. 